# Mihail Manoilescu
Mihail Manoilescu (1891 Tecuci–30 décembre 1950 dans la prison de Sighet) est un écrivain, économiste et homme politique roumain. Il est le ministre des Affaires étrangères dans le gouvernement roumain à l’été de 1940. Auteur d'une doctrine économique protectionniste, Manoilescu est considéré comme le maître à penser de l’histoire moderne du Brésil. Ses idées économiques ont été intégrées dans le trajet du développement de l'Amérique Latine.

## Biographie
Né dans une petite ville de la région de Moldavie, après la mort de son père, il déménage à Iași, avec sa famille. Malgré son intérêt pour le droit, à cause des difficultés financières de sa famille, il fait des études d'ingénieur à Bucarest, finissant premier de sa promotion en 1915.
Après la Première Guerre mondiale, Manoilescu a été présent dans des gouvernements d’orientation libérale, à des postes secondaires. Une mission économique en Italie lui fait connaître et admirer la personnalité et la politique du dictateur fasciste Benito Mussolini. Partisan du retour du roi Carol II sur le trône de Roumanie, Manoilescu est emprisonné à l'automne 1927, puis est acquitté à son procès de 1928.
En 1929, la première version de son œuvre fondamentale « Théorie du protectionnisme et de l'échange international » est éditée à Paris, aux éditions Giard, dans la collection Bibliothèque Économique Internationale.
Après le retour du roi Charles II en 1930, Manoilescu devient très influent dans la camarilla royale. À plusieurs reprises, il est nommé à des portefeuilles ministériels à responsabilité économique. Pendant les années 1930, il développe une grande activité économique théorique en Roumanie, Italie et Portugal. Ses idées corporatistes et protectionnistes commencent à être appliquées au Brésil, par le gouvernement de Getúlio Vargas, comme la base du développement industriel de ce pays.
En 1938, il est très proche des mouvements d'extrême-droite roumains. Ses tentatives d'appliquer ses idées économiques sur un fond totalitaire sont abandonnées par les autorités roumaines, lorsque Manoilescu subit de grosses pertes financières.
En juillet 1940, Manoilescu est désigné ministre des affaires étrangères dans le gouvernement profasciste dirigé par Ion Gigurtu. Sous la pression des forces révisionnistes, soutenues d'ailleurs par les autorités fascistes italiennes, la Roumanie est obligée d'accepter des pertes territoriales importantes au bénéfice des États voisins. Tout le capital de sympathie, réel ou supposé, dont jouissait Manoilescu parmi les officiels et dans l'opinion publique italienne, n'ont servi à rien. À un poste pour lequel il n’avait pas les aptitudes nécessaires, ses tentatives pour utiliser cette popularité en faveur de la cause roumaine ont échoué lamentablement. Bien que l’Allemagne nazie ne lui ait pas demandé, il accepte les demandes territoriales de la Bulgarie sur le sud de la province de la Dobroudja. En sa qualité officielle, le 30 août, Manoilescu signe l'Arbitrage de Vienne, qui établit un partage de la Transylvanie entre Hongrie et Roumanie.
En 1944, à peu près au début de l’occupation soviétique de la Roumanie, Manoilescu est emprisonné pour 14 mois, sans procès. Pendant les années 1946 et 1947, il offre son expertise économique aux autorités communistes. En 1948, il est, encore une fois, emprisonné. Le 30 décembre 1950, il meurt dans la prison et est inhumé dans la fosse commune. Un an après sa mort, les communistes l'ont jugé par contumace pour la publication de quelques articles pro-fascistes. La sentence est 15 ans de prison. En 1958, les autorités informent sa famille de sa mort.